# Irčan (film)
Irčan (v anglickém originále The Irishman) je film amerického režiséra Martina Scorseseho. Hrají v něm Robert De Niro, Al Pacino, Joe Pesci, Bobby Cannavale, Harvey Keitel a Ray Romano. Scénář napsal režisérův dlouholetý spolupracovník Steven Zaillian podle knihy Irčan aneb Tak vy malujete kvartýry (v anglickém originále I Heard You Paint Houses) od Charlese Brandta. Natáčení filmu začalo v srpnu 2017 v a okolí New Yorku a skončilo na konci prosince 2017. V lednu 2018 bylo oznámeno, že se ve snímku zahraje také rapper Action Bronson. Premiéra filmu proběhla v září 2019 na Newyorském filmovém festivalu. V listopadu 2019 byl zveřejněn na Netflixu.

## Obsazení
- Robert De Niro jako Frank Sheeran
- Al Pacino jako Jimmy Hoffa
- Joe Pesci jako Russell Bufalino
- Ray Romano jako Bill Bufalino
- Bobby Cannavale jako Felix Ditullio
- Stephen Graham jako Anthony Provenzano
- Harvey Keitel jako Angelo Bruno
- Stephanie Kurtzuba jako Irene Sheeran
- Kathrine Narducci jako Carrie Bufalino
- Jesse Plemons jako Chuckie O'Brien
- Jack Huston jako Robert Kennedy
- Domenick Lombardozzi jako Anthony Salerno
- Gary Basaraba jako Frank Fitzsimmons
- Sebastian Maniscalco jako Joe Gallo
- Aleksa Palladino jako Mary Sheeran
- Steven Van Zandt jako Jerry Vale

## Ocenění a nominace
National Board of Review a Americký filmový institut vybralo film do svého žebříčku nejlepších deseti filmů roku 2019. Získal deset nominací na Filmovou cenu Britské akademie, pět nominací na Zlatý glóbus a deset nominací na Oscara.